# شهرستان له سورس
شهرستان له سورس (به انگلیسی: Les Sources Regional County Municipality) یک منطقهٔ مسکونی در کانادا است که در استری، کبک واقع شده‌است. شهرستان له سورس ۷۹۲٫۹۰ کیلومتر مربع مساحت و ۱۴٬۷۵۶ نفر جمعیت دارد.